# Casinaria affinisima
Casinaria affinisima là một loài tò vò trong họ Ichneumonidae.